# سيرو آل فولتورنو
سيرو آل فولتورنو هي بلدية في مقاطعة إزرنية في منطقة مليزة بجنوب إيطاليا. تقع على بعد حوالي 45 كيلومتر (28 ميل) غرب كمبباسة، وحوالي 10 كيلومتر (6 ميل) شمال غرب إزرنية.
أسس السامنيون المدينة في القرن الثالث قبل الميلاد. يضم قلعة تسمى باندون، تم بناؤها حوالي 1000 على نتوء مسيطر على الوادي القريب.